# Psychoda pseudomaxima
Psychoda pseudomaxima är en tvåvingeart som beskrevs av Tonnoir 1939. Psychoda pseudomaxima ingår i släktet Psychoda och familjen fjärilsmyggor.
Artens utbredningsområde är Uganda. Inga underarter finns listade i Catalogue of Life.